# Design system
Een design system is een immaterieel goed dat gebruikt wordt om het ontwerpproces van digitale producten zoals websites, apps en computerprogramma's efficiënter te maken. Ze bestaan uit een verzameling van herbruikbare instructies voor een computer, zogeheten componenten, en worden gebruikt binnen meerdere vakgebieden. 
Binnen een design system kunnen, naast de componenten, de te gebruiken kleuren, lettertypen en andere stijl vormen worden vastgelegd. Een component bestaat uit een instructie voor een computer die regelmatig voorkomt, bijvoorbeeld een button of knop op een website. In plaats van zo'n button of knop herhaald te programmeren, wordt er een component van gemaakt. Door de component aan te roepen verschijnt de knop op het computerbeeldscherm. Een component zelf kan ook weer opgebouwd zijn uit een aantal subcomponenten. Een component is universeel en door het gehele digitale product te gebruiken. Door meerdere componenten samen te voegen ontstaat een digitaal product.

## Verschillende systemen
Er worden verschillende namen voor design systems gebruikt, waaronder:
- Atomic design (van Brad Frost)
- Pattern library
- Modular design
- Design language system
- Component design
- User interface library

Anno 2019 is er binnen de software-ontwerp industrie nog geen keuze gemaakt voor een definitief design system.